# Aonidiella replicata
Aonidiella replicata är en insektsart som först beskrevs av Karl Hermann Leonhard Lindinger 1909.  Aonidiella replicata ingår i släktet Aonidiella och familjen pansarsköldlöss. Inga underarter finns listade i Catalogue of Life.